# 서울 발레 시어터
서울발레시어터(Seoul Ballet Theatre)는 무용 예술의 개척과 보급을 통한 국민의 문화 대중화에 앞장서며 국민 문화 및 복지 향상에 이바지할 목적으로 1995년에 사립으로 설립된 발레단으로 서울시 동대문구에 위치하고 있다. 국립발레단, 유니버설 발레단과 함께 국내 3대 발레단으로 불리는데 클래식 중심으로 활동하는 앞의 두 발레단과는 다르게 클레식은 물론 실험적인 성격의 창작모던발레 작품들도 끊임없이 창작하며 활동하고 있는 민간 직업 발레단이다.

## 단장
- 3대: 최진수 (2018~ 현재)
- 2대: 나인호 (2017년~2017)
- 1대: 김인희 (1995년~2016)

== 공연 == (상반기)
3월 8.9 '화양연화' 과천시민회관 
5월 11 콘서트 발레 '백조의호수' 성남아트리움 
```
     with 프라임필하모닉오케스트라 
```

5월 25,26 '신 데렐라' 마포아트센터 
6월 11,12 대한민국발레축제'화양연화'예술의전당

## 교육
홈리스, 장애아동 등 사회소외계층을 위한 발레교육과 시민, 직장인 등 일반인을 위한 교육을 진행하고 있다